# Virányos megállóhely
Virányos megállóhely egy Szabolcs-Szatmár-Bereg vármegyei vasútállomás, Tiszanagyfalu településen, a MÁV üzemeltetésében. A névadó településrésztől mintegy 1 kilométerre nyugatra helyezkedik el, a 38-as főút vasúti keresztezésének déli oldalán.

## Vasútvonalak
A megállóhelyet az alábbi vasútvonalak érintik:
- Mezőzombor–Nyíregyháza-vasútvonal

## Kapcsolódó állomások
A megállóhelyhez az alábbi állomások vannak a legközelebb:
- Rakamaz vasútállomás (Mezőzombor–Nyíregyháza-vasútvonal)
- Görögszállás vasútállomás (Mezőzombor–Nyíregyháza-vasútvonal)

## Forgalom
| Járat        | Útvonal | Gyakoriság   |
| ------------ | --- | ------------ |
| személyvonat | Miskolc-Tiszai – Felsőzsolca – Hernádnémeti-Bőcs – Tiszalúc – Taktaharkány – Taktaszada – Szerencs – Mezőzombor – Tarcal – Tokaj – Rakamaz – Virányos – Görögszállás – Nyírtelek – Füzesbokor – Nyíregyháza | 1-2 óránként |
| személyvonat | Szerencs – Mezőzombor – Tarcal – Tokaj – Rakamaz – Virányos – Görögszállás – Nyírtelek – Füzesbokor – Nyíregyháza                                                                                           | 2 óránként   |